# Strgačina
Strgačina (cyr. Стргачина) – wieś w Bośni i Hercegowinie, w Republice Serbskiej, w gminie Rudo. W 2013 roku liczyła 41 mieszkańców.